# Покровский, Пётр Евдокимович
Пётр Евдоки́мович Покро́вский (10 [22] января 1802, село Кудиново Богородского уезда Московской губернии — 25 февраля (8 марта) 1888, Санкт-Петербург) — главный священник армии и флота, протоиерей, духовный писатель.

## Биография
Родился в селе Кудиново, где настоятелями храма Покрова Божьей Матери были его прадед Иоанн Феодорович (1725- между 1772 и 1776), дед Иоанн Иоаннович (1742-1819), а затем отец Евдоким Иоаннович (1776-1858), на момент рождения сына исполнявший должность дьячка. Иоанн Иоаннович был до 1785 года благочинным, имел собственное кирпичное дело. Его сын Евдоким Иоаннович вскоре после рождения Петра был определён служить дьяконом в храм Рождества Христова в селе Вишнякове, а за полгода до смерти отца стал настоятелем храма в Кудинове. Петр Евдокимович Покровский получил образование в Московской духовной семинарии и Московской духовной академии, где в 1828 году окончил курс со степенью магистра. Служебную свою деятельность начал 31 августа 1828 года в Московской семинарии профессором еврейского и немецкого языков и философских наук, при этом исполнял и обязанности секретаря семинарского правления.
13 мая 1834 года принял священный сан, оставил семинарию и 20 лет бессменно прослужил в Москве при церкви святой Параскевы в Охотном ряду.
Состоя членом весьма многих благотворительных обществ и директором Тюремного комитета, он за 1838—1871 годы выкупил из долговой тюрьмы до 4000 человек казённых и частных должников, на которых числилось долгу до 1 000 000 рублей; в уплату этого долга им собрано было до 300 000 рублей, а остальное по его ходатайству прощено.
В Москве он был лично известен митрополиту Филарету, который в 1842 году назначил его членом Духовной консистории, в 1844 году наградил саном протоиерея и сделал благочинным и членом попечительства о бедных духовного звания.
В 1856 году протоиерей Пётр Покровский был назначен настоятелем Московского кафедрального Архангельского собора.
К его научным занятиям можно отнести ревизии московских учебных заведений, участие в делах конференции Московской духовной академии как действительного её члена с 1859 года, участие в делах братства святого Петра в Москве против раскола как почётного его члена с 1870 года и рассмотрение им книг (до 500) религиозно нравственного содержания, назначенных для нижних воинских чинов.
11 ноября 1871 году он был призван к управлению военным и флотским духовенством. С первого же года вступления своего в должность главного священника армии и флотов до последних дней своей жизни, в течение 16 лет он неутомимо работал для блага и пользы военного духовенства. Его стараниями военное духовенство с 1 января 1875 года, а морское с 1879 года было допущено к участию в эмеритальной кассе военного ведомства; возвышены в 1887 году служебные права и оклады содержания духовенства, точно определены обязанности военных священников, утверждены новые правила ведения церковных книг и денежной отчетности.
В 1878 году протоиерей Пётр Покровский праздновал 50-летие своей пастырской деятельности; благодарное ему военное и морское духовенство собрало капитал для учреждения нескольких стипендий имени юбиляра, но протоиерей Пётр Покровский пожелал, чтобы учреждено было Общество попечения о бедных военного духовенства.
Скончался Пётр Покровский 25 февраля (8 марта) 1888 года, на 87-м году от рождения. Похоронен на Никольском кладбище Александро-Невской лавры. Могила утрачена.

## Литературные труды
- Преемник митрополита Филарета на московской кафедре // Душеполезное чтение. — 1868, февраль;
- Радость ангелов о кающихся грешниках // Душеполезное чтение. — 1870, ноябрь.